# Кантрил (Ајова)
Кантрил (енгл. Cantril) град је у америчкој савезној држави Ајова. По попису становништва из 2010. у њему је живело 222 становника.

## Демографија
Према попису становништва из 2010. у граду је живело 222 становника, што је -35 (-13.6%) становника више него 2000. године.
| Група             | 2000.       | 2010.       |
| Белци             | 249 (96,9%) | 219 (98,6%) |
| Афроамериканци    | 1 (0,4%)    | 0 (0,0%)    |
| Азијати           | 2 (0,8%)    | 1 (0,5%)    |
| Хиспаноамериканци | 1 (0,4%)    | 1 (0,5%)    |
| Укупно            | 257         | 222         |